# Орловка (Бакалинський район)
Орло́вка (рос. Орловка, башк. Орловка) — присілок у складі Бакалинського району Башкортостану, Росія. Входить до складу Михайловської сільської ради.
Населення — 82 особи (2010; 112 у 2002).
Національний склад:
- татари — 72 %